# 義工公園
義工公園（Volunteer Park），是一所位於美國華盛頓州西雅圖的公共公園，面積有48.3英畝（195,000平方公尺），位於西雅圖市的國會大廈小丘區Capitol Hill。1867年市政府以兩千美元向J.M. colman購得。在1885年原本被指定為公共墓地。1887年改名為湖畔公園（Lake View Park）。當時的公共墓地則變更為在湖畔的另一個指定地發展。保留下來的湖畔公園在1887年後，逐漸的被市民稱為市府公園（City Park）。
1901年，為了紀念在美西戰爭時的服務義工，正式被改名為義工公園。目前這個公園包括了一個1912年蓋的溫室，一棟上有觀景台的水塔，一個水池，還有西雅圖亞洲藝術博物館，以及一件日裔美籍雕塑家野口勇（Isamu Noguchi.）的雕塑作品「黑陽」（Black Sun）。

## 外部連結
- 義工公園資訊 （页面存档备份，存于） – 英文